# Alarma de Pólvora

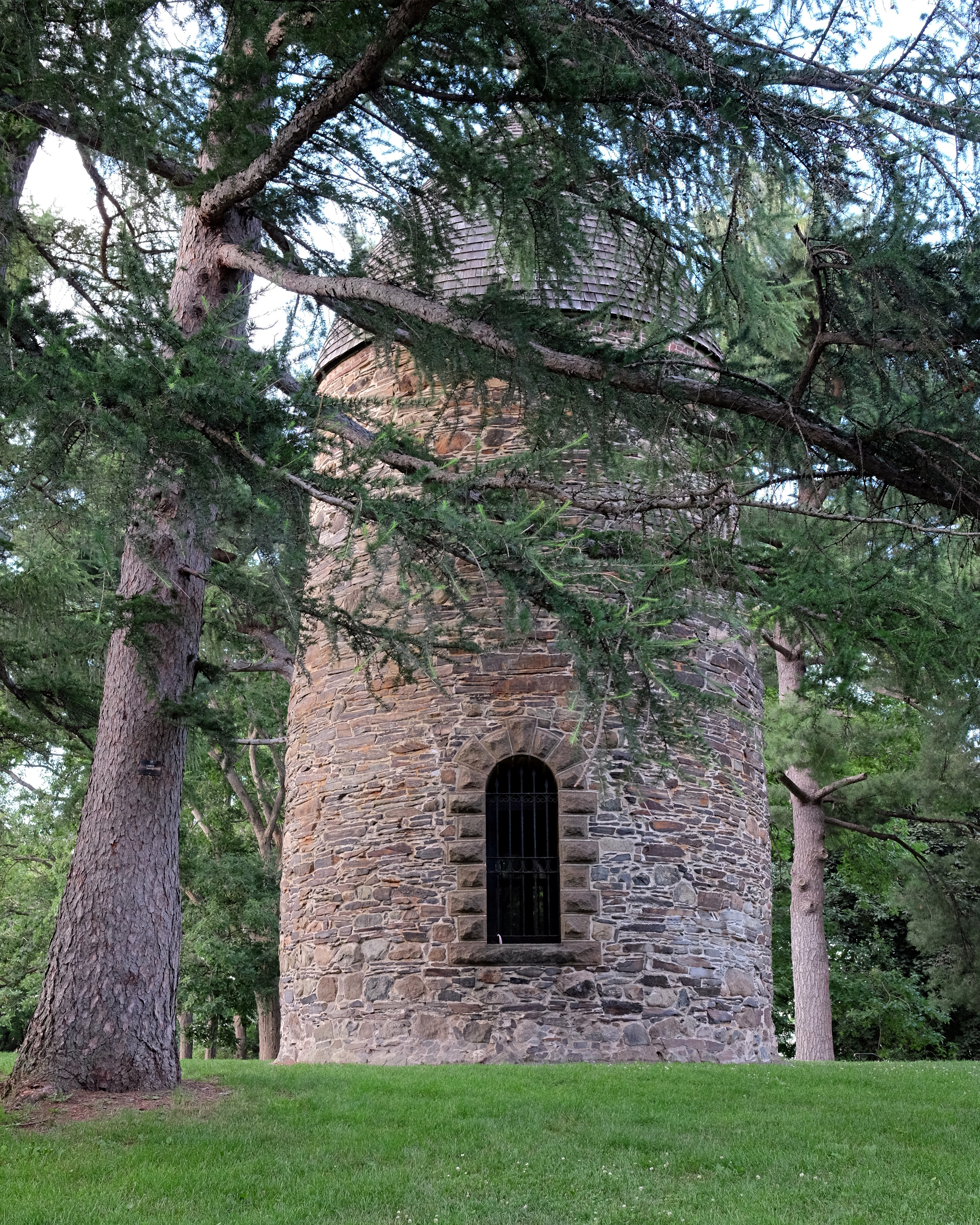
El silo de pólvora de Somerville en 2015.

La Alarma de Pólvora fue una reacción popular ocurrida en la actual ciudad de Somerville, muy cerca de Boston, en septiembre de 1774, motivada por la retirada del almacenamiento de pólvora de un silo por parte de los soldados británicos, al mando del general Thomas Gage, gobernador real de la provincia de la bahía de Massachusetts. En respuesta a esta acción, en medio de rumores que hablaban de un derramamiento de sangre, la alarma se extendió por las colonias hasta Connecticut y más allá, haciendo que los patriotas estadounidenses se pusieran en alerta, temiendo que la guerra contra Londres estuviera cerca. Miles de milicianos comenzaron a correr hacia Boston y Cambridge, provocando la retirada de varios funcionarios lealistas para guarecerse al amparo del ejército británico.
Aunque acabó siendo una falsa alarma, el episodio hizo que los líderes políticos y militares procedieran con más cuidado en los días venideros. Fue aprovechado como "ensayo general" para las batallas de Lexington y Concord, que supusieron, siete meses y medio después, los primeros enfrentamientos oficiales de la Guerra de Independencia de los Estados Unidos. Además, las acciones de ambas partes para controlar el armamento, la pólvora y otros suministros militares se volvieron más polémicos, ya que los británicos intentaron poner las tiendas militares más directamente bajo su control, y los colonos patriotas buscaron adquirirlas para su propio uso.

## Trasfondo
En 1772, muchas de las trece colonias británicas, en respuesta a varias acciones impopulares de la metrópoli, y ante la reacción negativa de Londres al asunto Gaspee, decidieron conformar sus propios Comités de Correspondencia, lo que permitía a las comunidades entablar comunicaciones formales entre ellas y notificar posibles incidentes para coordinar acciones, volviéndose importante cuando sucediera la respuesta colonial a la aplicación de la impopular Ley del Té, que derivaría en el motín en el puerto de Boston. Los colonos de Massachusetts aún no habían tomado medidas concernientes a la organización militar para hacer frente a las acciones de los regulares británicos, aunque sí mostraron su apoyo a los hechos que ocurrían en Boston "ante el riesgo de nuestras vidas y fortunas".
El general Thomas Gage, nombrado gobernador militar de Massachusetts en mayo de 1774, fue acusado de hacer cumplir las Leyes intolerables, registradas por el Parlamento británico después de las respuestas populares como el motín de Boston. Buscando evitar el estallido que diese pie a un conflicto armado, y para mantener la paz entre la mayoría de los patriotas americanos y los lealistas, Gage pensaba que la mejor manera de lograr esto era quitando secretamente las tiendas militares de los almacenes, depósitos y arsenales de Nueva Inglaterra. El secreto de estas misiones era primordial, ya que Gage temía que la fuga de cualquier plan resultaría en la confiscación u ocultamiento de las tiendas por parte de los simpatizantes patriotas antes de que sus hombres llegaran a ellas.
El ejército británico tenía desplegado a lo largo y ancho de las trece colonias varios almacenes con suministros. Algunos de estos lugares eran fortificaciones guarecidas por pequeñas unidades; otros, simplemente eran depósitos o silos cerrados. La mayor parte de los depósitos de pólvora estaban bajo control del gobierno provincial, aunque una pequeña parte se mantenía en manos de las ciudades. William Brattle, líder de la milicia provincial, designado por el gobernador, controlaba un almacén cerrado cerca de Boston, en lo que entonces era parte de Charlestown, actualmente Somerville. Brattle, que obviamente no se había puesto del lado de los leales o los patriotas, notificó al gobernador Gage en una carta fechada el 27 de agosto que el depósito de la pólvora que guarecía era el único suministro que quedaba en ese almacén, ya que las ciudades habían eliminado todos los suyos. Gage decidió que dicha mercancía debía ser llevado hasta Boston para su custodia.

## Expedición
El 31 de agosto, Gage envió al alguacil del condado de Middlesex, David Phips, a remitir a Brattle las órdenes de retirar la pólvora. Brattle le dio la llave del depósito a Phips. Gage también dio órdenes de preparar una fuerza de tropas para la acción al día siguiente, algo que no pasó desapercibido para la población local. En algún momento de ese día, el general Gage, ya sea intencionadamente, por accidente o robo por un mensajero, perdió la posesión de la carta de William Brattle. La noticia de su contenido se extendió rápidamente, y muchos consideraron que era una advertencia para que Gage retirara la pólvora antes de que los patriotas pudieran apoderarse de ella.
A rallar el alba del 1 de septiembre, una fuerza expedicionaria de 260 regulares británicos del 4º Regimiento, bajo el mando del teniente coronel George Maddison, subió por el curso del río Mystic desde Boston hasta una zona de desembarco cerca de Winter Hill, en Somerville actualmente. Desde allí marcharon alrededor de una milla hasta el almacén de pólvora, un silo que albergaba el mayor suministro de pólvora en Massachusetts. Phips le dio a las tropas las llaves del edificio, y comenzaron a retirar la pólvora. La mayoría de los soldados regresaron a Boston por donde habían venido, pero un pequeño contingente marchó hacia Cambridge, sacando con ellos también dos piezas de artillería. Las piezas de campo y la pólvora fueron llevadas después desde Boston hasta la fortaleza británica en Castle Island (rebautizada como Fort Independence en 1779).

## Primeras acciones

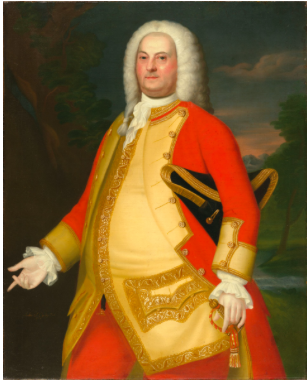
Retrato de William Brattle, líder de la milicia provincial que custodiaba el silo.

Ese mismo día circularon rumores entre la población por los movimientos de las tropas británicas. Habían salido de Boston tropas hacia el oeste (en la acción por recoger toda la pólvora) y se habían incautado todos los depósitos de armas y pólvora; pero otros comentarios, hechos sin fundamento, como que había indicios de que estallara en los siguientes días una guerra, que había gente que había sido asesinada en Boston, y que la ciudad estaba siendo bombardeada desde la bahía por los barcos británicos... La alarma acabó llegando hasta Connecticut. Muy pronto, desde varias ciudades salieron grupos de voluntarios rumbo a Boston. Un viajero en Shrewsbury informó que en un lapso de 15 minutos, al menos medio centenar de hombres se habían reunido, equipado y enviado mensajeros a ciudades vecinas con el fin de marchar juntos hasta Boston.
El día 2, varios miles de hombres empeñados en la violencia se reunieron en Cambridge, donde obligaron a varios leales notables, incluido William Brattle, a huir hacia Boston, bajo la protección de los militares. El sheriff Phips se vio obligado, por escrito, a disociarse de todas y cada una de las acciones del gobierno. Finalmente, los hechos se pusieron al día con los rumores, y las unidades de la milicia (algunas de las cuales todavía se dirigían hacia Boston) regresaron a casa. También aquel día, los periódicos de Boston publicaron una carta de William Brattle en la que protestaba por no haber advertido a Gage que retirara la pólvora. Gage le había pedido que contara el contenido del almacén, y él había cumplido. El contenido de su carta a Gage se publicaría el día 5. Brattle permaneció en Castle Island durante el asedio de Boston, y se fue cuando los británicos evacuaron la ciudad en marzo de 1776. Murió en Halifax (Nueva Escocia) en octubre de 1776, a los 70 años.

## Reacción británica
Gage, sorprendido por el tamaño y alcance de la reacción colonial, retrasó -y finalmente canceló- una segunda expedición planificada al almacén de Worcester. Decidió concentrar todas sus tropas en Boston, pidiendo refuerzos a Londres, escribiendo "si crees que diez mil hombres son suficientes, envía veinte; si un millón se considera suficiente, da dos; al final ahorras sangre y tesoros". Sin embargo, la solicitud de Gage fue vista en la metrópolis como un comentario fuera de lugar, exagerado o absurdo, ya que solo había 12.000 soldados en Gran Bretaña en ese momento. Finalmente recibió 400 marines adicionales en respuesta a estas solicitudes. Más tarde comenzó a planificar y ejecutar ataques nuevamente, y fortificó aún más la península de Boston.

## Respuesta de los colonos
Tras este episodio, las fuerzas de la milicia en toda Nueva Inglaterra fueron más cautelosas con sus suministros y más metódicas a la hora de obtener información sobre los planes y movimientos de las tropas de Gage. Paul Revere jugaría un papel importante en la distribución de esta información debido a su posición geográfica en Boston, su posición social como artesano de clase media en contacto con todas las clases sociales y su posición política como un conocido propagandista y organizador patriota.
El 21 de septiembre de 1774, los líderes patriotas se reunieron en Worcester e instaron a organizar un tercio de las milicias en compañías especiales dispuestas a marchar en cualquier momento cuando la acción lo precisara. También instituyeron el sistema de alarmas que probarían ser críticos en Lexington y Concord meses después. En octubre, la antigua legislatura de Massachusetts se reunió en desafío a la Ley del Gobierno de Massachusetts y se declaró el Primer Congreso Provincial. Se creó un comité de seguridad, inspirado en un cuerpo con el mismo nombre durante la guerra civil inglesa, que recomendó que una cuarta parte de la milicia se designara como minuteros. Además, las tiendas militares debían almacenarse lejos de la costa, para dificultar los intentos de apoderarse de ellas, reubicándose las mayores reservas en Concord y Worcester.
A principios de diciembre, el comando militar británico votó para prohibir la exportación de armas y pólvora a América del Norte y para asegurar todas las posiciones todavía en manos lealistas. El 12 de diciembre, los documentos de la inteligencia recibidos por Paul Revere indicaba que la incautación en los depósitos y tiendas en Fort William and Mary, en Portsmouth (Nuevo Hampshire) era inminente. Viajó desde Boston a Portsmouth al día siguiente para notificar a los patriotas locales la acción, que rápidamente atacaron el fuerte el día 14 y retiraron sus suministros. La información de Revere había sido incorrecta; aunque se había contemplado una operación británica, no se había ordenado tal repliegue. Los británicos enviaron barcos con tropas a Portsmouth, y llegaron tres días después de que se retiraran los suministros del fuerte. El primero llegó el 17 y fue dirigido a aguas poco profundas durante la marea alta por un piloto patriota local, para gran enojo del capitán.
Las tiendas y suministros de pólvora eran referidas por los leales como "la pólvora del Rey"; en contraste, para los patriotas era "la pólvora de la milicia". Otros depósitos fueron removidos y traspasados desde los fuertes en Newport y Providence (Rhode Island) y New London (Connecticut), y distribuidos a las milicias en pueblos del interior.
El 27 de febrero de 1775, el HMS Lively trajo una fuerza de unos 240 regulares del 64.º Regimiento al mando del coronel Alexander Leslie para confiscar armas en la ciudad de Salem. Fueron detenidos por una pequeña multitud que levantó un puente levadizo en su camino y se burló de ellos mientras otros movieron el cañón a un lugar seguro y enviaron ayuda de las ciudades cercanas. Finalmente, se bajó el puente levadizo y se permitió a los clientes habituales buscar en la fragua donde alguna vez estuvo el cañón. Regresaron a su nave mientras se burlaban de una creciente fuerza de irregulares que avanzaban paso a paso junto a ellos. Hubo pequeñas disputas, pero sin dispararse un tiro.